# Tây Herzegovina (tổng)
Tổng Tây Herzegovina là một trong 10 tổng của Bosnia và Herzegovina, giáp biên giới với các hạt Split-Dalmatia và Dubrovnik-Neretva của Croatia.
Tổng này nằm ở phía nam quốc gia này. Diện tích là 1362 km2 và dân số 81.523 người. Thủ phủ là Široki Brijeg. Dân cư của tổng này phần lớn là người Croatia-Bosnia.

## Các đô thị
Tổng này gồm các đô thị Grude, Široki Brijeg, Ljubuški và Posušje.
Bản mẫu:Cantons of Bosnia
Bản mẫu:Political divisions of Bosnia and Herzegovina